# Yunquenus portoricanus
Yunquenus portoricanus is een hooiwagen uit de familie Agoristenidae.